# Gare de Quettreville-sur-Sienne
La gare de Quettreville-sur-Sienne est une gare ferroviaire française (fermée) de la ligne de Lison à Lamballe, située sur le territoire de la commune de Quettreville-sur-Sienne dans le département de la Manche en région Normandie.

## Situation ferroviaire
Établie à 19 mètres d'altitude, la gare de Quettreville-sur-Sienne est située au point kilométrique (PK) 57,739 de la ligne de Lison à Lamballe, entre les gares d'Orval - Hyenville (fermée) et de Cérences (fermée). 

## Service des voyageurs
Gare fermée.